# Molino de San José
Molino de San José är en ort i Mexiko.   Den ligger i kommunen San Felipe och delstaten Guanajuato, i den centrala delen av landet, 300 km nordväst om huvudstaden Mexico City. Molino de San José ligger 2 122 meter över havet och antalet invånare är 1 053.
Terrängen runt Molino de San José är kuperad åt nordväst, men åt sydost är den platt. Runt Molino de San José är det ganska glesbefolkat, med 31 invånare per kvadratkilometer. Närmaste större samhälle är San Felipe, 11,4 km söder om Molino de San José. Omgivningarna runt Molino de San José är i huvudsak ett öppet busklandskap.